# Benjamin George McFall
Benjamin George McFall (Richburg, 5 oktober 1876 – Olean, 27 februari 1937) was een Amerikaans componist, journalist, uitgever en dirigent.

## Levensloop
Na zijn schoolopleiding werkte hij in Eldred in de redactie van het dagblad Eldred Eagle. Later werd hij mede-redacteur en toen zijn compagnon in 1908 overleed werd hij eigenaar van dit dagblad. Hij verkochte het bedrijf in 1923, werd vervolgens opnieuw eigenaar en verkocht het wederom in 1924. Gedurende zijn werkzaamheden bij het dagblad richtte hij eveneens de muziekuitgeverij en muziekwinkel Star Music Company op, die niet uitsluitend zijn eigen muziekwerken publiceerde, maar ook werken van andere componisten zoals Russel Alexander, Frank Losey, Fred Hutter, Will Hulf, Frederick Clement en Frank Seltzer. Later kocht hij ook nog de bestanden van de muziekuitgeverij Alvin Willis publishing. Zijn muziekuitgeverij bestond nog lang na zijn dood. Het gebouw werd vernietigd door de tropische cycloon "Agnes" in 1972.
Als jongen werd hij lid van de Eldred Cornet Band en was in de periode van 1902 tot 1912 ook hun dirigent. 
Als componist was hij autodidact en werd auteur van 170 werken voor harmonieorkest. Verder bewerkte hij rond 150 klassieke muziekwerken voor dit medium. McFall overleed aan de gevolgen van kanker na een langdurende ziekte in het "General Hospital" in Olean (New York). 

## Composities

### Werken voor harmonieorkest (Selectie)
- 1911 Cleone, wals
- Hot-N-Dry, marsselectie 
  1. Turkey In The Straw
  2. Hail, Hail The Gangs All Here
  3. Hot Time In The Old Town Tonight
  4. How Dry I Am
  5. Good Night Ladies
  6. Jingle Bells
- E-O-O-S-O, mars